# Thiên niên kiện lá lớn
Thiên niên kiện lá lớn hay thiên niên kiện to (danh pháp hai phần: Homalomena gigantea) là loài thực vật thuộc họ Ráy.
Một số tài liệu cho rằng Homalomena gigantea là tên đồng nghĩa của Homalomena pendula.

### Đặc điểm nhận dạng:
Cây thảo sống nhiều năm, thân rễ thường nằm sát mặt đất hoặc mọc thẳng, cao tới 1 m hoặc hơn; vỏ màu nâu hay nâu đen; đường kính 2,5 - 3,5 cm. Lá có cuống, mọc tập trung ở ngọn; cuống dài 30 – 40 cm; phiến lá hình tim rộng, 30 - 40 x 20 – 30 cm. Cụm hoa bông mo gồm 1 - 2 cái, mọc ở kẽ lá; cuống dài 20 – 23 cm; mo dài 12 cm; buồng dài 6 – 12 cm; phần mang hoa cái 2,5 – 4 cm, bầu có nhiều no•n; phần mang hoa đực 3,5 – 8 cm, nhị nhóm 4, nhị lép tạo thành đầu tròn. Quả mọng, khi chín màu đỏ. Thân rễ khi bẻ ra thấy nhiều xơ (cứng), có mùi thơm đặc biệt.

### Sinh học và sinh thái:
Mùa hoa quả tháng 7 - 12. Nhân giống tự nhiên chủ yếu từ hạt, có khả năng tái sinh dinh dưỡng khoẻ. Cây đặc biệt ưa ẩm và ưa bóng, thường mọc dưới tán rừng kín thường xanh - dọc theo các bờ khe suối hay trên đất lầy thụt trong rừng, ở độ cao tới 700 m.

### Phân bố:
Trong nước: Lâm Đồng (Di Linh: Đinh Trang Hoà, Đinh Trang Thượng, Đạ H'uoai, Đạ Têh), Phú Yên (Tuy Hoà: Rừng Suối Lạnh, x• Hoà Thịnh), Đồng Nai.
Thế giới: Ấn Độ, Nêpan, Trung Quốc.

### Giá trị:
Là loài tương đối hiếm đối với Việt Nam. Thân rễ được sử dụng như loài Homalomena occulta (Lour.) Schott làm thuốc chữa đau nhức xương khớp, kích thích tiêu hoá, chống nôn. Thân rễ và lá tươi dùng ngoài chữa tụ máu (do ng•), bong gân, sai khớp...; tinh dầu làm hương liệu.

### Tình trạng:
Đang bị khai thác, nạn phá rừng trực tiếp xâm hại nơi sống.
Phân hạng: VU A1c, B1+2b,c

### Biện pháp bảo vệ:
Khoanh bảo vệ khu vực rừng Suối Lạnh (x• Hoà Thịnh - Tuy Hoà - Phú Yên) có thiên niên kiện lá to mọc tập trung. Chỉ khai thác cây có chiều dài trên 30 cm; chừa lại phần gốc cho cây tái sinh. Trồng được dưới tán rừng ẩm; trồng bằng thân rễ.